# Roma Jegor
Roma Jegor (ur. 1953 w Dąbrowie Górniczej, zm. 1 października 2023) – polska poetka.

## Życiorys
Pochodziła z Dąbrowy Górniczej. Z wykształcenia była programistą komputerowym, programowania uczyła się w Katowicach w Studium Pomaturalnym. Pracowała w ZETO w Katowicach. Należała do Związku Literatów Polskich oraz Górnośląskiego Towarzystwa Literackiego. Była jednym z głównych gości Portu Poetyckiego w 2008 roku.
Pracowała i mieszkała w Mikołowie, wcześniej mieszkała w Katowicach-Zawodziu – w Katowicach mieszkała blisko 20 lat. Została pochowana w Dąbrowie Górniczej-Strzemieszycach Wielkich.

## Nagrody
- 1. miejsce w ogólnopolskim konkursie poetyckim Towarzystwa Liberum Arbitrium[4]
- nagroda w konkursie poetyckim Towarzystwa Liberum za tom Bieleją księżyce paznokci[1]
- wyróżnienie na III Ogólnopolskim Biennale Poezji im  K.I. Gałczyńskiego[4]

## Twórczość
Debiutowała w czasopiśmie „Akant”. Publikowała wiersze m.in. w czasopismach : „Arkadia”, „Akant”, „Śląsk”, „Migotania Przejaśnienia”, „Znaj”. Jej wiersze pozytywnie odbierali m.in. Maciej Michał Szczawiński, Leszek Żuliński.

### Książki poetyckie:
- Wieczór w kocim futrze (2004)[1]
- Bieleją księżyce paznokci (2005)[1]
- Salamandra (2008)[4]
- Tatuaż na jabłku (Instytut Mikołowski, 2010)[1]